# Etnologia religii
Etnologia religii, etnoreligioznawstwo – dział religioznawstwa badający genezę i rozwój religii pierwotnych ludów nieposiadających koniecznie pisma.
Główne nurty poglądów mające wpływ na badania rozwoju religii ludów pierwotnych:
- dyfuzjonizm
- ewolucjonizm
- fenomenologia religii
- funkcjonalizm
- psychoanaliza
- socjologizm
- strukturalizm
- symbolizm